# 苯并噻唑
苯并噻唑（英語：Benzothiazole）是一种芳香杂环化合物，化学式为C
7H
5NS，其性状为无色稍粘稠液体。苯并噻唑的多种衍生物常见于自然界或商品中。萤火虫萤光素也可以当做是苯并噻唑的一种衍生物。

## 制备
苯并噻唑可由2-氨基苯硫酚和二甲基甲酰胺为原料反应得到。
苯并噻唑的衍生物可以通过2-氨基苯硫酚和酰氯反应而得：
C6H4(NH2)SH  +  RC(O)Cl  →   C6H4(NH)SCR  +  HCl  +  H2O

## 用途
苯并噻唑天然存在于一些食物当中，也可以作为一种食品添加剂。其气味似硫，味道似肉。欧洲食品安全局评估苯并噻唑“以调味剂的水平摄入，没有安全风险”。